# اتازپین
اتازپین (به انگلیسی: Etazepine) (INN) یک داروی ضد تشنج با ساختار سه‌حلقه‌ای است که به دسته بنزودیازپین‌ها تعلق دارد، اما هرگز به بازار عرضه نشد. به نظر می‌رسد که اثرات خود را از طریق عمل بر روی سیستم GABAergic اعمال می‌کند.